# Лединиця
Лединиця (словен. Ledinica) — поселення в общині Жири, Горенський регіон, Словенія. Висота над рівнем моря: 483,9 м.